# 丹尼斯·吴
丹尼斯·吴（英語：Dennis Oh，1981年8月29日—），本名小丹尼斯·约瑟夫·奥尼尔，在韩国发展的美国模特兒兼演员。因主演MBC电视剧《甜蜜间谍》而广受欢迎。

## 早年生活及教育
吴本名小丹尼斯·约瑟夫·奥尼尔，1981年8月29日出生于美国德克萨斯州贝尔县。其父亲丹尼斯·约瑟夫·奥尼尔曾為駐韓美軍軍人，母亲为韩国人，家有一兄长。他畢業於萨凡纳藝術設計學院攝影學系。

## 演出作品

### 電視劇
- 2005年 MBC 甜蜜間諜 飾 韓悠日
- 2007年 SBS 魔女由熙 飾 Johnny Kruger
- 2008年 MBC 伊甸園之東 飾 Mike
- 2010年 新飞跃情海 客串
- 2010年 湖南衛視 一不小心爱上你 飾 施昂
- 2013年 湖南衛視 未婚妻 飾 馬耀祖（猴子）
- 2015年 中國大陸 桃花运 饰 卢耀伟
- 2017年 风光大嫁 饰 赵丹桥
- 2019年 热搜女王（网络剧）饰  洛澄
- 2021年 安得广厦千万间（网络剧）饰  迟若非
- 待播中 熟女翻身日记 饰

### 电影
- 我們約會吧（2011年，中国）饰演 高梵
- 洛杉磯搗蛋計劃（2016年，中国）饰演 丹尼斯·吴
- 愛上試睡師（2016年，中国）饰演 聶玄

## 廣告代言
- 2004年 曼秀雷敦
- 2004年 可口可乐
- 2005年 ZIOZIA
- 2005年：SKY IM-8500手机
- 2005年：KTF
- 2006年：Hanafos telecom
- 2006年：odyssey 眼霜、香水
- 2007年：Dream Cacao 巧克力
- 2008年：The class（Basic House的相关品牌）代言模特

## 奖项与荣誉
- 2005年：模特第22届韩国BEST DRESS 男模
- 2006年：第1届戏剧Awards最佳男主角
- 2006年：第四十二届百想艺术大赏最佳情侣奖（和南相美）